# Adam Shapiro
Adam Shapiro est un acteur américain né le 29 mai 1981 à Philadelphie en Pennsylvanie.

## Filmographie

### Cinéma
- 2005 : Jewz N the Hood : Moishe
- 2008 : Primitive Technology : Tom
- 2008 : Super blonde : l'interviewer de Mona
- 2008 : States of Grace (Short Term 12) : Scott
- 2008 : The Hole Card : Big Jim
- 2009 : A Single Man : Myron
- 2009 : Chris Weisberg Is Growing Bald : Chris Weisberg
- 2009 : Fresh Squeezed : Bernard
- 2011 : The Interview : Sam
- 2011 : Butterfly Café : Smitty
- 2011 : The Killing of Leonard Riley : Alex Abbott
- 2011 : By the Tim the Sun Is Hot : le jeune marié
- 2012 : I Am Not a Hipster : Dennis et Spaceface
- 2012 : Not Fade Away : l'ami de Candace
- 2012 : Argo! The Musical : Lester
- 2013 : The Sleepy Man : le chef de gang
- 2013 : Insaisissables : la victime de Jack le pick-pocket
- 2013 : The Den : Max
- 2014 : Sister : Bo
- 2014 : Le Festin : voix additionnelles
- 2015 : The Answer : Trent
- 2015 : Larry Gaye : Hôtesse de l'air : Bob Techtronics
- 2015 : Steve Jobs : Avie Tevanian
- 2016 : Ctrl-Alt-Delete : Jayhawk
- 2016 : Nobody Walks in L.A. : Miles
- 2017 : It Happened in L.A. : Jimmy
- 2017 : The Female Brain : Hank
- 2017 : Feed : M. Donovan
- 2017 : Three Women : Paulie le serveur
- 2017 : I Do It My Way : le danseur
- 2018 : Social Animals : Justin
- 2018 : Street Ships : le narrateur
- 2019 : Ode to Joy : Marvin
- 2020 : Mank : George S. Kaufman
- 2022 : She Said de Maria Schrader : Ron Lieber

### Télévision
- 2001 : The Andy Dick Show : le fan en colère (1 épisode)
- 2003 : Gilmore Girls : Sugarman (1 épisode)
- 2006 : Médium : un ouvrier (1 épisode)
- 2007 : La Vie de palace de Zack et Cody : Carl Pitz (1 épisode)
- 2007 : Moonlight (1 épisode)
- 2008 : Comedy Gumbo : Chef Chet (4 épisodes)
- 2009 : The Closer : L.A. enquêtes prioritaires : le photographe de mariage (1 épisode)
- 2009 : Lutins d'élite, mission Noël : un elfe
- 2010 : Grey's Anatomy : Pete (2 épisodes)
- 2010 : Better with You : Steve (1 épisode)
- 2012-2013 : 1600 Penn : Evan (6 épisodes)
- 2013 : Scandal : Jesse Tyler (1 épisode)
- 2013 : Mistresses : Jesse Olson (1 épisode)
- 2013 : Full Circle : Nick (1 épisode)
- 2013-2014 : Betrayal : Nate Greene (4 épisodes)
- 2014 : The Mindy Project : Phil Dayflower (1 épisode)
- 2014 : Les Mystères de Laura : Cody Roberts (1 épisode)
- 2014 : Two Popular Girls' Guide : Adam (3 épisodes)
- 2015 : Les Experts : Cyber : Rusty (1 épisode)
- 2015 : Cristela : Ben Buckner (5 épisodes)
- 2015 : Bones : Kenneth Morton (1 épisode)
- 2015-2017 : Sense8 : Dr Metzger (6 épisodes)
- 2015-2017 : Kingdom : Mario Goldsmith (4 épisodes)
- 2016 : Grace et Frankie : Rabbi (1 épisode)
- 2016 : American Dad! (1 épisode)
- 2017 : Trial & Error : Harawitz (2 épisodes)
- 2017 : Snowfall : Danny Welt (1 épisode)
- 2017-2021 : Bronzeville : Anthony (4 épisodes)
- 2018 : My Dinner with Hervé : Gene Levitt
- 2018-2019 : The Affair : Joel (5 épisode)
- 2019 : L'Arme fatale : Kip (1 épisode)
- 2019 : Why Women Kill : Andrew (1 épisode)
- 2020 : Dummy : Robber (2 épisodes)
- 2020 : Room 104 : Derek (1 épisode)
- 2020 : The Good Lord Bird : Jew Weiner (1 épisode)
- 2020-2021 : Mes premières fois : M. Shapiro (13 épisodes)
- 2021 : Central Park (1 épisode)